# Sankt Augustin
Sankt Augustin település Németországban, azon belül Észak-Rajna-Vesztfália tartományban. Lakosainak száma 56 692 fő (2023. december 31.).

## Népesség
A település népességének változása:
| Lakosok száma | 43 003 | 55 873 | 55 767 | 55 563 | 56 369 | 56 692 |
|               | 1975   | 2017   | 2019   | 2021   | 2022   | 2023   |